# 千厩町
千厩町（せんまやちょう）は、2005年（平成17年）まで日本の岩手県東磐井郡にあった町。東磐井郡の中心的な町であった。現在の一関市のうち、千厩町を冠する各大字にあたる。

## 地理

### 地勢
- 山岳：室根山 (895 ｍ)、黄金山 (482 ｍ)、三島山 (346 ｍ)など[1]
- 河川：千厩川、大平川など[1]

## 歴史

### 地名の由来
平安時代半ば、良馬の産地として知られた平泉一円（陸奥国磐井郡平泉とその周辺地域）にて隆盛を極める奥州藤原氏が、平泉近郊にあった当地域に1,000棟の厩舎を設けたことから、この地を、「千の厩（今でいう馬小屋）」の意をもって「千厩」と呼んだのが地名の由来と伝えられているが、根拠のない単なる伝承であり、実際には川幅の狭い場所を意味する「狭場谷」か馬を繋いだ場所が狭いことから「狭屋」が由来ではないか、と日本地名研究所の所長を務めた谷川彰英が指摘している。

### 年表（合併以降）
町内での主な事象。
- 1957年（昭和32年）
  - 4月 - 路線バスの南小梨線が運行開始。
  - 5月 - 町体育協会が発足。
- 1959年（昭和34年）
  - 1月 - 小梨・磐清水支所を廃止。
  - 8月 - 奥玉支所を廃止。
- 1960年（昭和35年）
  - 5月 - 役場新庁舎を落成。
  - 6月 - 町章を制定。
- 1962年（昭和37年）9月 - 町営水道を着工。
- 1963年（昭和38年）
  - 4月 - 旧千厩・清田・磐清水中学校が完全統合し、千厩中学校が開校。
  - 9月 - 千厩町観光協会が発足。
- 1964年（昭和39年）7月 - 千厩・小梨・奥玉・磐清水の農協が合併し、千厩農業協同組合が発足。
- 1965年（昭和40年）
  - 2月 - 千厩合同庁舎を落成。
  - 10月 - 小梨公民館と磐清水児童館を落成。
- 1966年（昭和41年）
  - 2月 - 岩手県立千厩職業訓練所（現：岩手県立千厩高等技術専門校）を落成。
  - 3月 - 町内の森林組合が合併し、千厩森林組合が発足。
- 1967年（昭和42年）
  - 4月 - 奥玉保育所（現：一関市立奥玉保育園）が開所。
  - 6月 - 岩手県立千厩病院を移転落成。
  - 8月 - 千厩電報電話局が開局。
- 1968年（昭和43年）8月 - 千厩町体育館などの落成式を挙行。千厩郵便局を移転落成。
- 1969年（昭和44年）
  - 4月 - 千厩町水道事業所を設置。
  - 7月 - 小梨公民館清田分館を落成（1953年に清田小学校内に設置後、1969年に移転[3]。2025年3月30日閉館[3]）。
  - 10月 - 小梨公民館南小梨分館を落成。
  - 12月 - 町内を横断する主要地方道の一関・気仙沼線が国道284号に昇格。
- 1970年（昭和45年）
  - 4月 - 奥玉小学校下分校が本校へ統合。
  - 7月 - 東磐井郡・西磐井郡・旧一関市が広域市町村圏に指定。
- 1971年（昭和46年）4月 - 千厩保育所（現：一関市立千厩保育園）と小梨保育所（現：一関市立小梨保育園）が開所。
- 1972年（昭和47年）4月 - 両磐地区消防組合が発足し、消防署を設置。
- 1973年（昭和48年）
  - 3月 - 一関公共職業安定所千厩出張所を落成。
  - 4月 - 千厩消防署庁舎を落成。
- 1974年（昭和49年）3月 - 町立千厩女子専門学校が閉校。
- 1975年（昭和50年）
  - 5月 - 給食センターを落成し、町内小中学校が完全給食化。
  - 9月 - 千厩町民憲章を制定。
- 1976年（昭和51年）5月 - 町営野球場（現：千厩野球場）が開場。盛岡地方法務局千厩出張所を落成。
- 1978年（昭和53年）
  - 4月 - 町表彰条例を制定。
  - 6月 - 町立歯科診療所（現：一関市国民健康保険千厩歯科診療所）が開所。
- 1979年（昭和54年）
  - 4月 - 奥玉小学校上分校が本校へ統合。
  - 6月 - 町内の婦人消防協力隊が合併し、千厩町婦人消防協力隊が発足。
- 1980年（昭和55年）4月 - 奥玉ふるさとセンターの落成式を挙行。
- 1981年（昭和56年）5月 - 老人福祉センターの落成式を挙行。
- 1982年（昭和57年）
  - 5月 - 千厩町役場の新庁舎を落成。
  - 8月 - 国道284号千厩バイパスが全線開通。
- 1983年（昭和58年）
  - 3月 - 路線バスの磐清水線の廃線に伴い、町営バスを運行開始。
  - 8月 - 磐清水文化センターの落成式を挙行。
- 1985年（昭和60年）10月 - 路線バスの矢越線・南小梨線の廃線に伴い、町営バスを運行開始。
- 1987年（昭和62年）4月 - 南小梨小学校が小梨小学校へ統合。
- 1988年（昭和63年）11月 - 両磐地域職業訓練センターを落成。
- 1990年（平成2年）11月 -「生涯学習のまち」を宣言。
- 1992年（平成4年）4月 - 保健センター・武道館を落成。みなみ交流センター（現：千厩みなみ交流センター）が開設。
- 1994年（平成6年）10月 - 千厩アイスアリーナが開設。
- 1996年（平成8年）2月 - 県立千厩病院を移転落成。
- 1998年（平成10年）4月 - 千厩保育所（現：一関市立千厩保育園）を移転落成。
- 2000年（平成12年）4月 - 千厩・小梨・奥玉中学校を統合し、新制の千厩中学校が開校。
- 2002年（平成14年）4月 - 千厩東高等学校が千厩高等学校へ統合。千厩町立図書館が開館。

出典：

### 行政区域の変遷
- 1889年（明治22年）4月1日 - 町村制施行にともない、旧来の千厩村が単独で村制施行。
- 1898年（明治31年）4月1日 - 千厩村が町制を施行し、千厩町が発足する。
- 1956年（昭和31年）9月30日 - 磐清水村・奥玉村・小梨村と合併し、新制の千厩町となる。
- 2005年（平成17年）9月20日 - 大東町・東山町・川崎村・室根村および西磐井郡花泉町と共に一関市と合併し、新制の一関市の一部となる。

## 地域

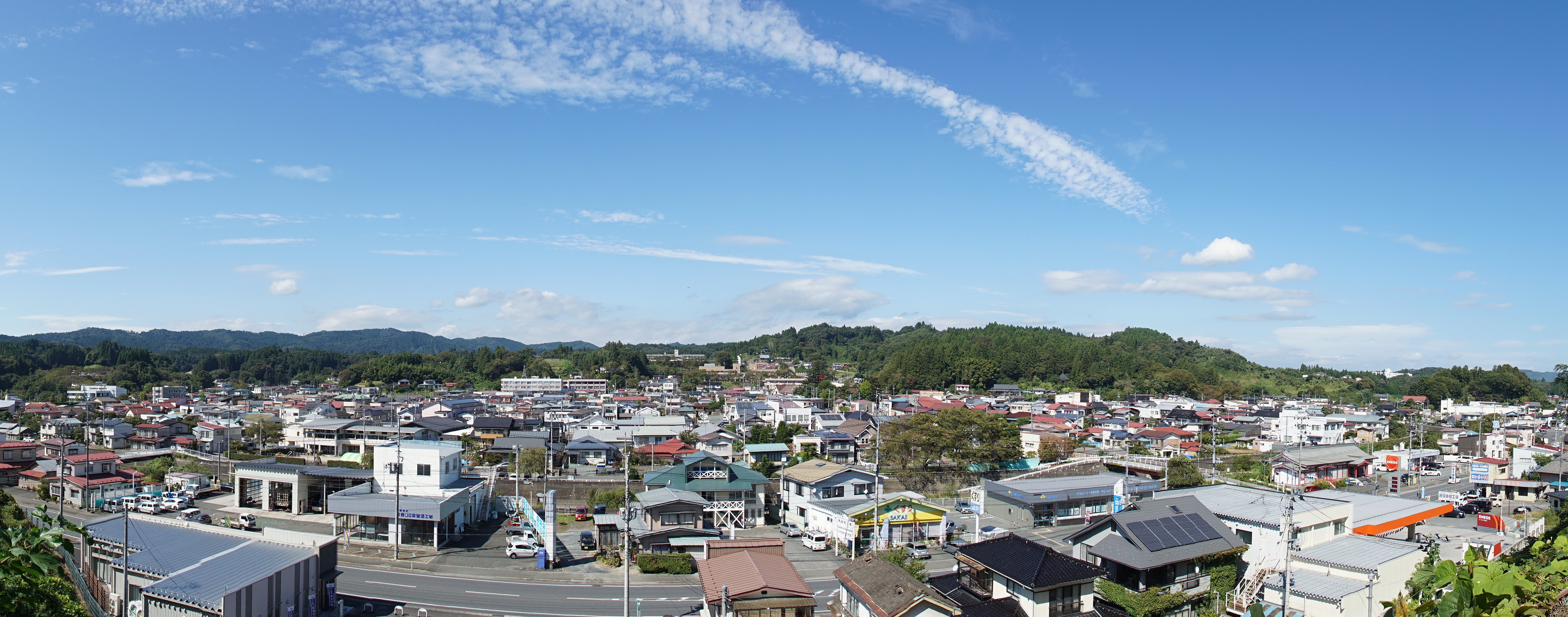
町の中心であった千厩地区（2024年10月撮影）

### 人口
| 千厩町（に相当する地域）の人口推移 |          |  |
| \| 1920年（大正9年） \| 12,053人 \| \| \| 1925年（大正14年） \| 12,578人 \| \| \| 1930年（昭和5年） \| 12,545人 \| \| \| 1935年（昭和10年） \| 14,653人 \| \| \| 1940年（昭和15年） \| 14,618人 \| \| \| 1947年（昭和22年） \| 17,194人 \| \| \| 1950年（昭和25年） \| 17,908人 \| \| \| 1955年（昭和30年） \| 18,563人 \| \| \| 1960年（昭和35年） \| 18,047人 \| \| \| 1965年（昭和40年） \| 17,206人 \| \| \| 1970年（昭和45年） \| 16,445人 \| \| \| 1975年（昭和50年） \| 15,730人 \| \| \| 1980年（昭和55年） \| 15,584人 \| \| \| 1985年（昭和60年） \| 15,015人 \| \| \| 1990年（平成2年） \| 14,327人 \| \| \| 1995年（平成7年） \| 14,055人 \| \| \| 2000年（平成12年） \| 13,504人 \| \| |          |  |
| 総務省統計局 国勢調査より |          |  |
| 1920年（大正9年） | 12,053人 |  |
| 1925年（大正14年） | 12,578人 |  |
| 1930年（昭和5年） | 12,545人 |  |
| 1935年（昭和10年） | 14,653人 |  |
| 1940年（昭和15年） | 14,618人 |  |
| 1947年（昭和22年） | 17,194人 |  |
| 1950年（昭和25年） | 17,908人 |  |
| 1955年（昭和30年） | 18,563人 |  |
| 1960年（昭和35年） | 18,047人 |  |
| 1965年（昭和40年） | 17,206人 |  |
| 1970年（昭和45年） | 16,445人 |  |
| 1975年（昭和50年） | 15,730人 |  |
| 1980年（昭和55年） | 15,584人 |  |
| 1985年（昭和60年） | 15,015人 |  |
| 1990年（平成2年） | 14,327人 |  |
| 1995年（平成7年） | 14,055人 |  |
| 2000年（平成12年） | 13,504人 |  |

合併直前（1955年）の約18,000人をピークに減少に転じている。

### 各地区の人口・世帯数
2005年3月時点の各地区の人口と世帯数。
増減率は2003年3月時点との比較。
| 地区名 | 人口    | 人口    | 人口     | 人口    | 世帯      | 世帯  |
| 地区名 | 男性    | 女性    | 計       | 増減    | 世帯数    | 増減  |
| ------ | ------- | ------- | -------- | ------- | --------- | ----- |
| 千厩   | 3,190人 | 3,507人 | 6,697人  | －1.19% | 2,389世帯 | 0.08% |
| 小梨   | 855人   | 853人   | 1,708人  | －2.40% | 448世帯   | ±0%   |
| 清田   | 487人   | 502人   | 989人    | －3.03% | 279世帯   | 1.45% |
| 奥玉   | 1,317人 | 1,327人 | 2,644人  | －3.04% | 701世帯   | 0.42% |
| 磐清水 | 580人   | 565人   | 1,145人  | －1.29% | 326世帯   | 1.87% |
| 合計   | 6,429人 | 6,754人 | 13,183人 | －1.87% | 4,143世帯 | 0.36% |

### 防災機能
- 東磐井地域の水害時に独立して都市機能を維持する点から、総合避難場所としての機能を持っていた。

## 行政
- 最後の町長：菊地宏雄（きくち ひろお・2000年3月25日就任）[8]

### 歴代首長
| 代                        | 氏名                      | 就任日                     | 退任日                     | 出典                      | 備考                      |
| 千厩村（1889年 - 1898年） | 千厩村（1889年 - 1898年） | 千厩村（1889年 - 1898年）  | 千厩村（1889年 - 1898年）  | 千厩村（1889年 - 1898年） | 千厩村（1889年 - 1898年） |
| ------------------------- | ------------------------- | -------------------------- | -------------------------- | ------------------------- | ------------------------- |
| 初                        | 白石隆之助                | 1889年（明治22年）5月22日  | 1896年（明治29年）4月9日   |                           |                           |
| 2                         | 白石猛祐                  | 1896年（明治29年）11月24日 | 1898年（明治31年）3月31日  |                           |                           |
| 千厩町（1898年 - 1956年） |                           |                            |                            |                           |                           |
| 初                        | 白石猛祐                  | 1898年（明治31年）4月1日   | 1900年（明治33年）8月10日  |                           | 村長より留任              |
| 2                         | 村井儀七郎                | 1900年（明治33年）8月13日  | 1900年（明治33年）10月29日 |                           |                           |
| 3                         | 千菅志満治                | 1900年（明治33年）10月30日 | 1902年（明治35年）7月10日  |                           |                           |
| 4                         | 下村由之                  | 1902年（明治35年）7月11日  | 1904年（明治37年）4月11日  |                           |                           |
| 5                         | 千葉需                    | 1904年（明治37年）4月12日  | 1905年（明治38年）6月12日  |                           |                           |
| 6                         | 伊東健之助                | 1905年（明治38年）6月13日  | 1905年（明治38年）8月3日   |                           |                           |
| 7                         | 白石隆之進                | 1905年（明治38年）8月4日   | 1906年（明治39年）4月4日   |                           |                           |
| 8                         | 村井儀七郎                | 1906年（明治39年）7月31日  | 1910年（明治43年）6月10日  |                           | 再任                      |
| 9                         | 高橋之善                  | 1910年（明治43年）8月25日  | 1914年（大正3年）8月24日   |                           |                           |
| 10                        | 千葉需                    | 1914年（大正3年）12月4日   | 1920年（大正9年）12月5日   |                           | 再任                      |
| 11                        | 三浦忻郎                  | 1921年（大正10年）11月16日 | 1923年（大正12年）12月18日 |                           |                           |
| 12                        | 加藤久松                  | 1923年（大正12年）5月19日  | 1925年（大正14年）2月10日  |                           |                           |
| 13                        | 千葉需                    | 1925年（大正14年）4月5日   | 1930年（昭和5年）1月27日   |                           | 3任                       |
| 14                        | 千葉小平太                | 1930年（昭和5年）10月13日  | 1935年（昭和10年）8月31日  |                           |                           |
| 15                        | 中沢賢吉                  | 1935年（昭和10年）10月25日 | 1942年（昭和17年）7月9日   |                           |                           |
| 16                        | 西村恒春                  | 1942年（昭和17年）8月8日   | 1946年（昭和21年）11月16日 |                           |                           |
| 17                        | 熊谷儀兵衛                | 1947年（昭和22年）4月5日   | 1951年（昭和26年）4月4日   |                           |                           |
| 18                        | 熊谷軍平                  | 1951年（昭和26年）4月23日  | 1955年（昭和30年）4月22日  |                           |                           |
| 19                        | 西村恒春                  | 1955年（昭和30年）5月1日   | 1956年（昭和31年）9月29日  |                           | 再任                      |
| 千厩町（1956年 - 2005年） |                           |                            |                            |                           |                           |
| 20-21                     | 西村垣春                  | 1956年（昭和31年）11月17日 | 1964年（昭和39年）11月16日 | [ 8 ]                     | 留任、2期                 |
| 22-23                     | 菅原良士                  | 1964年（昭和39年）11月17日 | 1972年（昭和47年）3月3日   | [ 8 ]                     | 2期                       |
| 24                        | 宍戸金三郎                | 1972年（昭和47年）3月25日  | 1976年（昭和51年）3月24日  | [ 8 ]                     |                           |
| 25-27                     | 熊谷儀一                  | 1976年（昭和51年）3月25日  | 1988年（昭和63年）3月24日  | [ 8 ]                     | 3期                       |
| 28-30                     | 藤野光男                  | 1988年（昭和63年）3月25日  | 2000年（平成12年）3月24日  | [ 8 ]                     | 3期                       |
| 31-32                     | 菊地宏雄                  | 2000年（平成12年）3月25日  | 2005年（平成17年）9月20日  | [ 8 ]                     | 2期                       |

### 町議会
定数：20名

## 対外関係
姉妹都市や友好都市といった提携は結ばれなかった。

### 国内
- 牟礼町（香川県 木田郡）

PALPAL交流
- 世田谷区太子堂地区（東京都）
  - 1976年8月より児童交流「パルパル交流」が行われ、物産展なども開催[9]。

ふるさと運動
- 台東区（東京都）
  - 1977年より、磐清水小学校と台東区立黒門小学校間で交流[10]。

農業体験学習
- 横浜市（神奈川県）
  - 1996年より、神奈川大学附属中学校生徒が交流事業の一環として当町の農村生活を体験[11]。

### 海外
- マーシュフィールド（アメリカ合衆国 マサチューセッツ州）
  - 1989年4月に、マーシュフィールドの親善特使が千厩小学校を来校したことが発端[12]。

友好交流
- 開封市陳留鎮地区（中華人民共和国 河南省）
  - 友好交流を推進していた[13]。

若駒の翼事業
- カナダ
  - 2001年より、国際友好の一環として千厩中学校生徒が現地の生徒と交流[14]。

## 公的機関

### 警察
岩手県警察
- 千厩警察署（管轄：東磐井郡）
  - 奥玉駐在所
  - 小梨駐在所

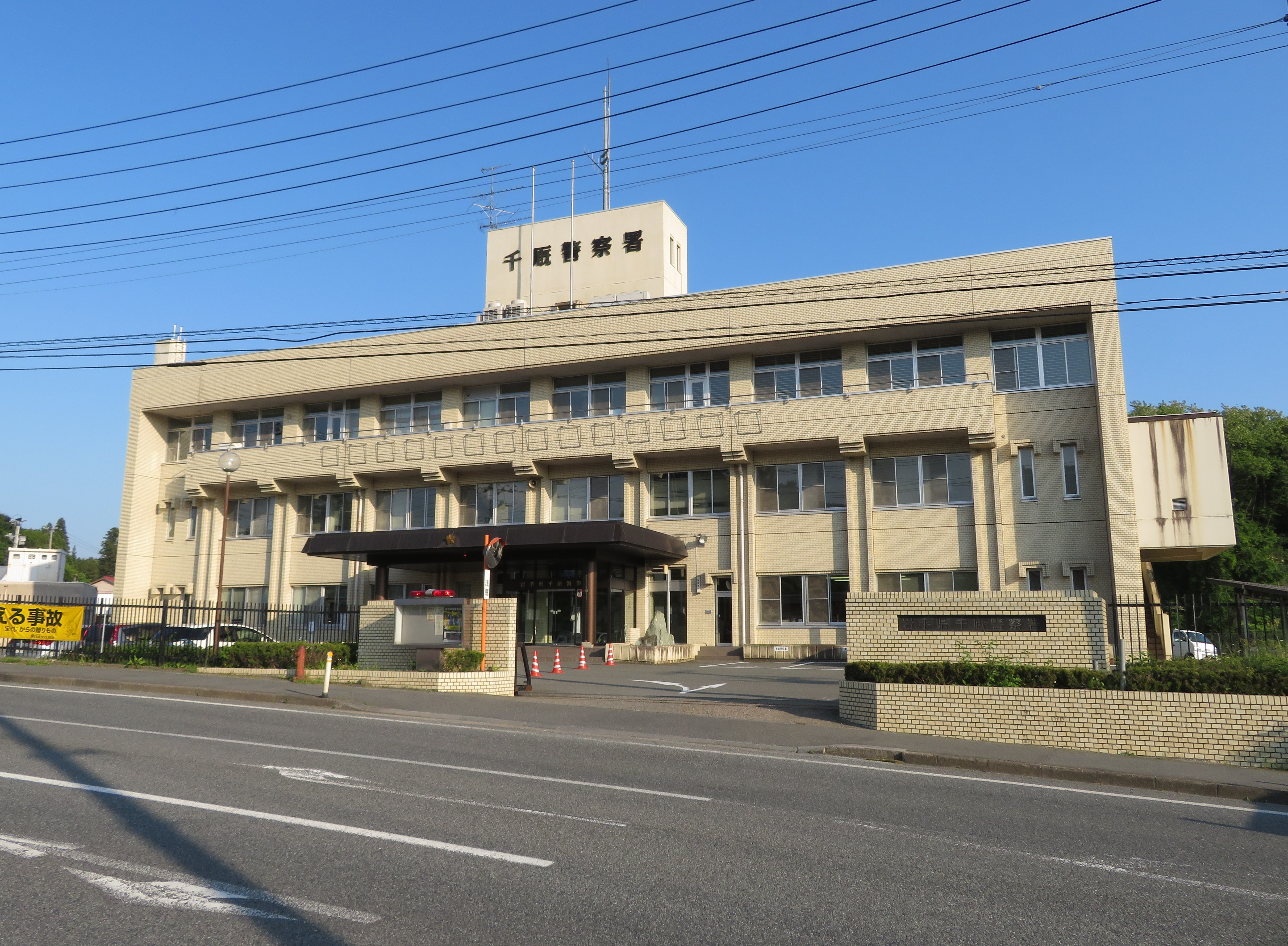
千厩警察署（2018年6月撮影）

このほか、千厩駅前に駅前駐在所を置いていたが、1990年4月に廃止された。

### 消防
両磐地区消防組合
- 千厩消防署

### 医療
- 岩手県立千厩病院

## 公共施設
主な施設を掲載。

### 図書館
- 千厩町立図書館

このほか、1952年9月15日から1970年3月31日にかけて、岩手県立図書館千厩分館が千厩字館山6番地に所在していた。

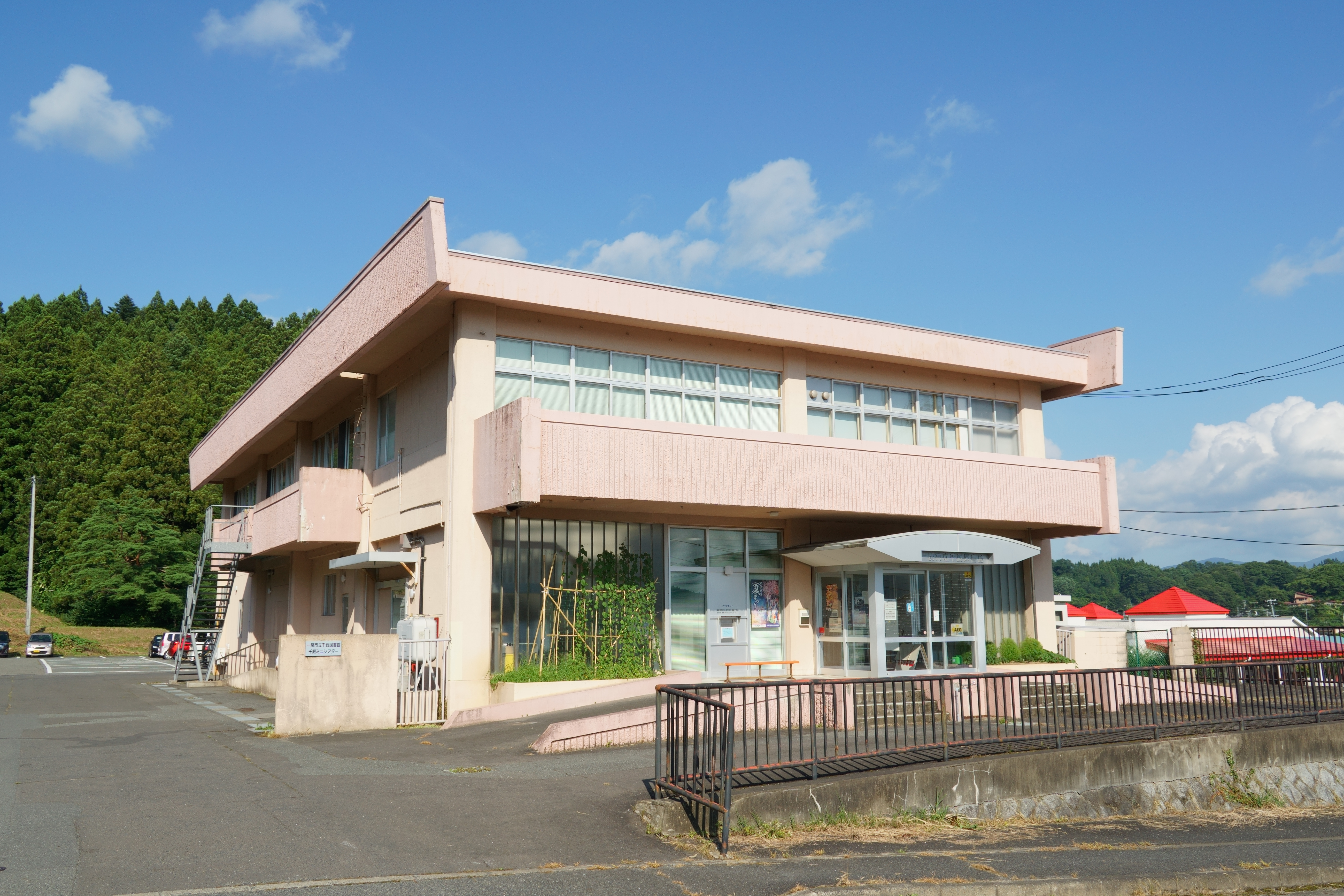
千厩図書館（2024年8月撮影）

### 博物館等
- せんまや街角資料館

### 公民館
- 千厩公民館
- 小梨公民館
- 小梨公民館清田分館
- 奥玉公民館
- 磐清水公民館

※以下は廃止
- 小梨公民館南小梨分館

### 運動施設
千厩地域
- 千厩町コミュニティ広場：ソフトボール場、テニスコート、サッカー場、運動広場
- 千厩町体育館
- 千厩町武道館
- 千厩町営野球場
- 千厩アイスアリーナ

奥玉・磐清水地域
- 千厩町維新館（奥玉）
- 千厩町おくらんど（奥玉）
- 磐清水体育館（磐清水）

小梨・清田地域
- 小梨体育館（小梨）
- 町民プール（小梨）
- 町民テニスコート（清田）

### その他
- 千厩農村勤労福祉センター
- 千厩農村環境改善センター
- 千厩町みなみ交流センター
- 黄金山キャンプ場
- 飛ヶ森キャンプ場

## 経済

### 第一次産業
- 酪農
- 林業
- 畑作
- 稲作

昭和時代中期ごろまでは養蚕業やたばこ産業が盛んで当町における主要産業であったが、需要低迷や産業構造の高度化等の背景により次第に規模が縮小し、近頃ではほとんど見られなくなった。

### 第二次産業

#### 電子機器製造
- ソニー千厩テック（2009年12月末閉鎖）

その他「上山製紙」、「日ピス岩手」などの製造業者も存在。

### 第三次産業

#### 商業

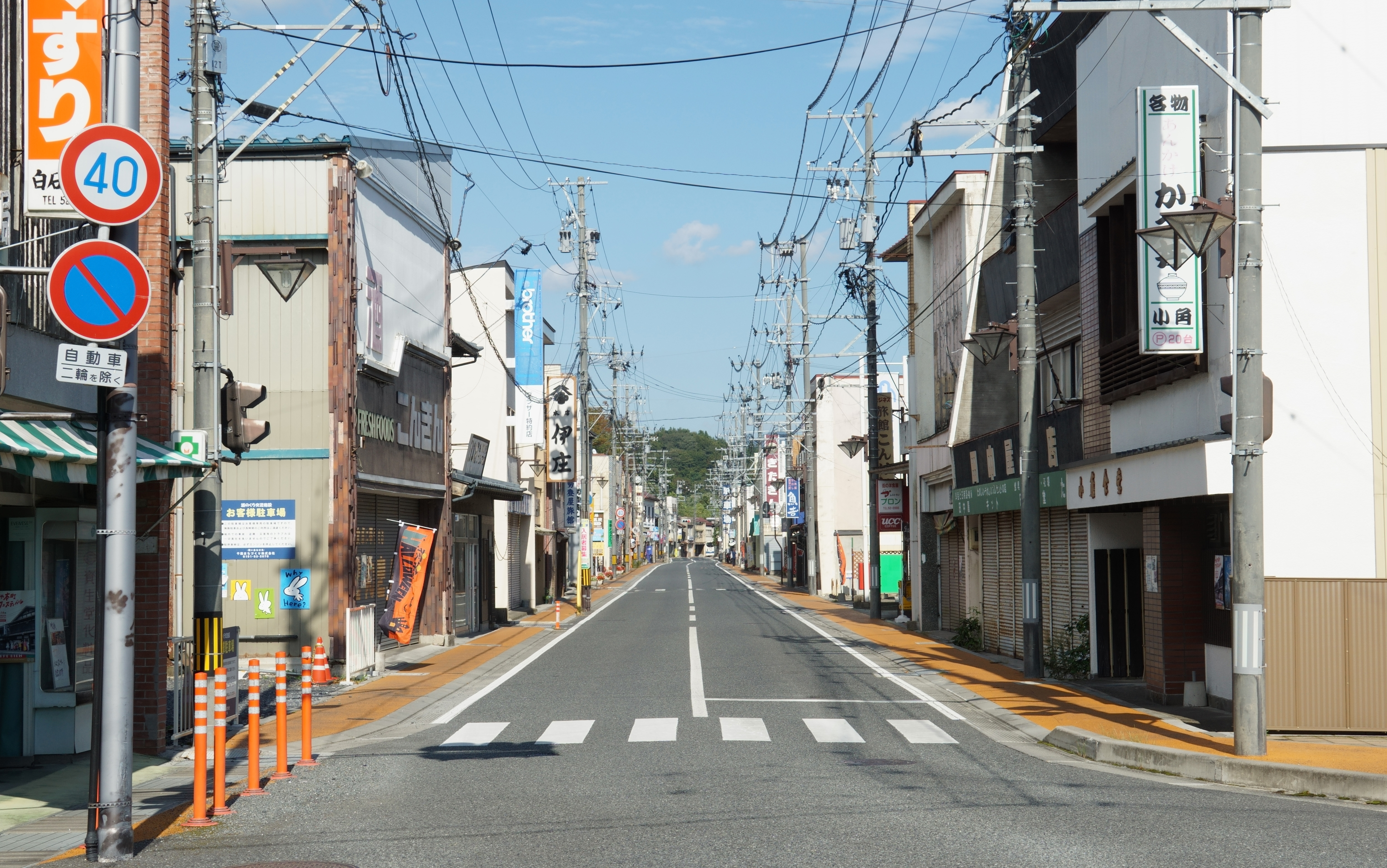
本町商店街（2024年10月撮影）

主に国道284号の千厩バイパス沿いに複数のスーパーや小売店が出店しており、商業需要が大きい。千厩市街地内には新町、本町、四日町などの商店街があり、かつては東愛デパートや娯楽施設が所在していた。
主な商業施設
- 千厩ショッピングモールエスピア
- ベストタウン（マイヤ千厩店ほか）
- フードパワーセンターバリュー千厩
- 神文ストア せんまや店

### 町内に本社を置く主要企業
- 千厩マランツ（電子機器）
- 上山製紙（家庭紙）
- 東磐運送（運送）
- ニッコー・ファインメック（産業廃棄物・リサイクル）

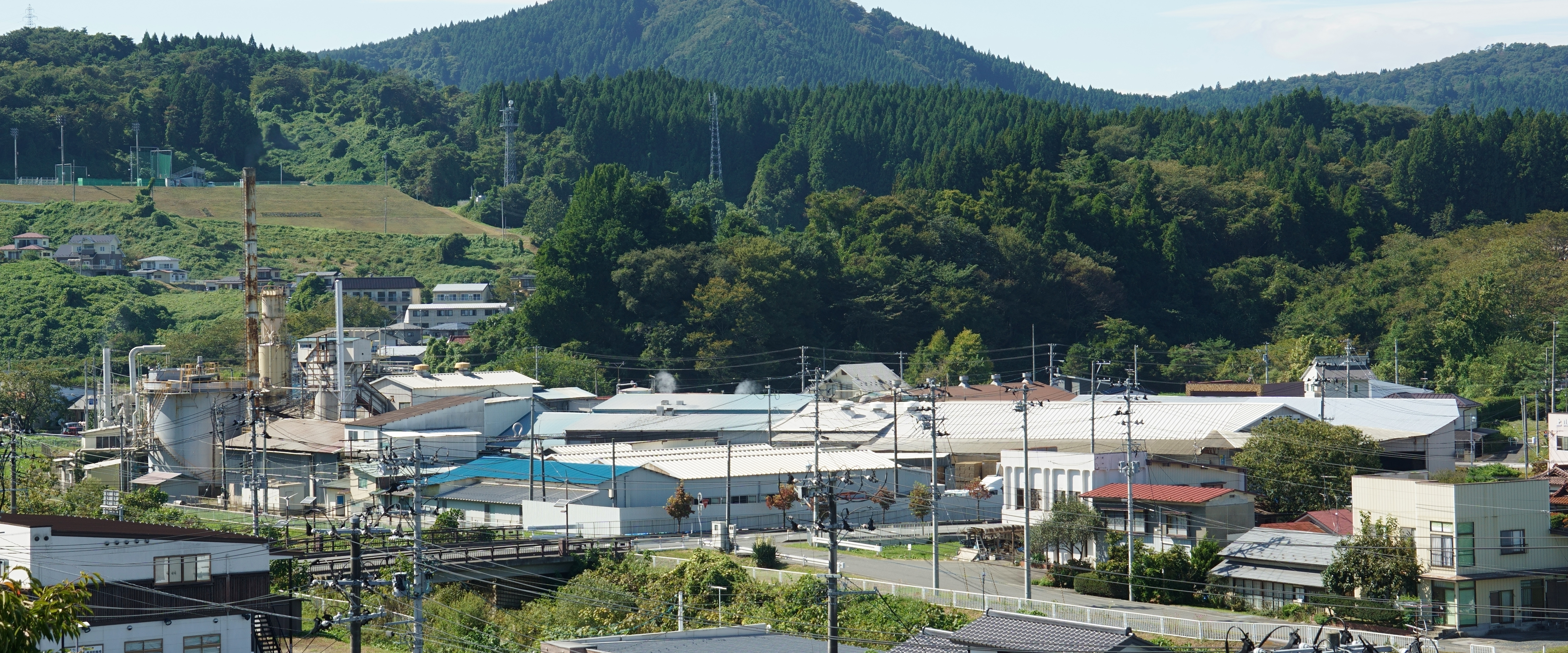
上山製紙遠景（2024年10月撮影）

- 立石コンクリート（コンクリート）

### 町内に拠点事務所を置く主要企業
- 日ピス岩手千厩工場（ピストンリング）
- ミドリ千厩工業（安全靴）
- 共栄フード 東北営業所・東北工場（パン粉）
- 大黒電線（電線・コイル）

### その他
- いわい東農業協同組合（JAいわい東） - 町内には1964年に発足した「千厩農業協同組合」が存在していたが、1997年に当組合が発足したことに伴い消滅した[4]。

## 郵便・物流

### 郵便
郵便局
- 千厩郵便局（集配局）
- 奥玉郵便局（集配局）
- 小梨郵便局

簡易郵便局
- 磐清水簡易郵便局

### 物流
- ヤマト運輸：千厩センター

## 教育

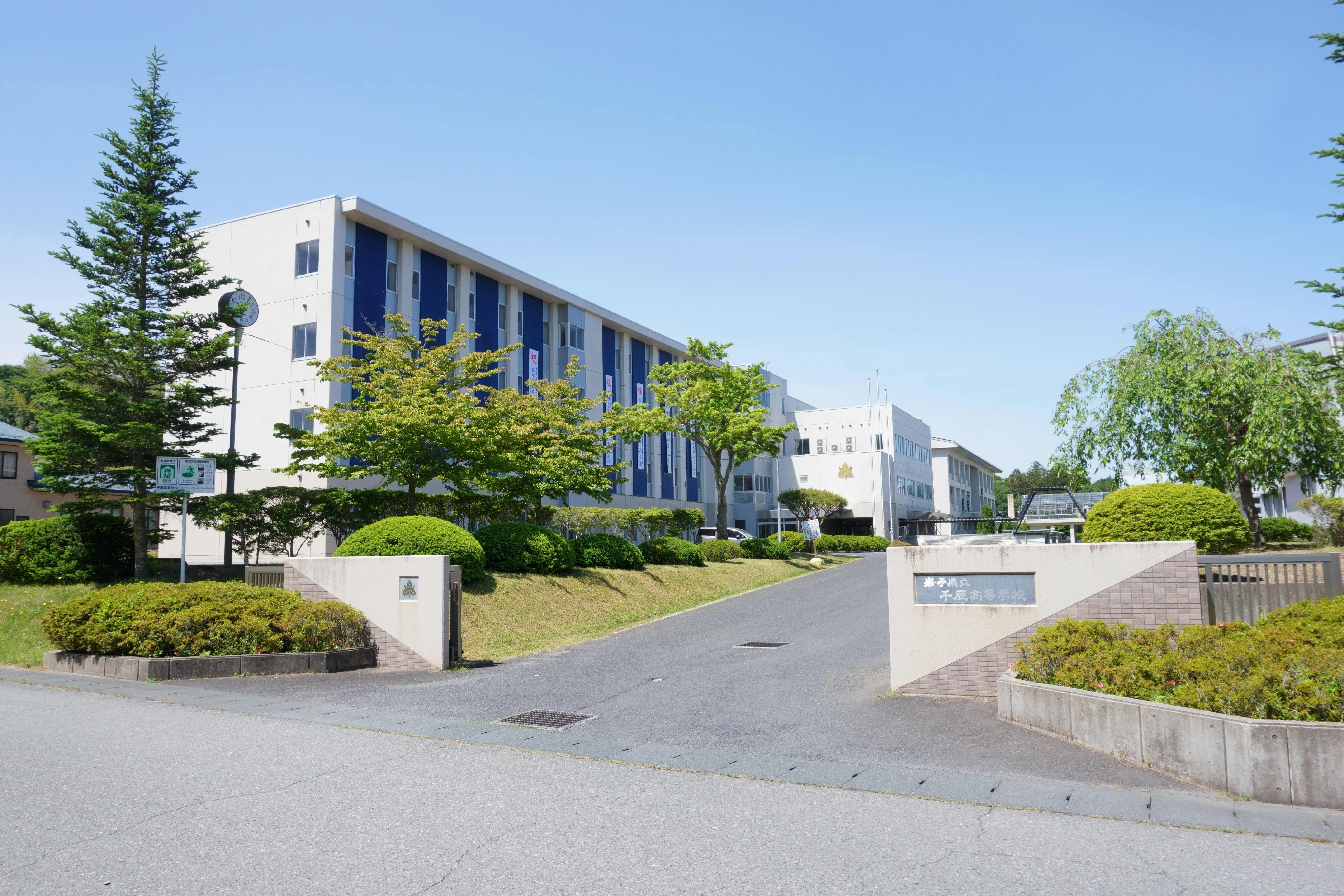
千厩高等学校（2024年5月撮影）

### 専門学校
- 千厩町立千厩女子専門学校（1974年閉校） - 当時東磐井郡内では唯一の女子教育機関だった[19]。

### 高等学校
- 岩手県立千厩高等学校

※以下は廃校
- 岩手県立千厩東高等学校（1988年千厩農業高校から改称、2002年千厩高校へ統合）

### 中学校
- 千厩町立千厩中学校

※以下は廃校
- 千厩町立千厩中学校〈初代〉（1961年、2代目の千厩中学校へ名目統合、1963年実質統合）
- 千厩町立磐清水中学校（同上）
- 千厩町立清田中学校（1957年小梨中学校清田分校から独立、1961年、2代目の千厩中学校へ名目統合、1963年実質統合）
- 千厩町立千厩中学校〈2代目〉（2000年、3代目の千厩中学校へ統合）
- 千厩町立小梨中学校（同上）
- 千厩町立奥玉中学校（同上）

### 小学校
- 千厩町立千厩小学校
- 千厩町立奥玉小学校
- 千厩町立小梨小学校
- 千厩町立清田小学校
- 千厩町立磐清水小学校

※以下は廃校
- 千厩町立奥玉小学校下分校（1970年、奥玉小学校へ統合）
- 千厩町立奥玉小学校上分校（1979年、奥玉小学校へ統合）
- 千厩町立小梨小学校〈旧〉（1987年、新制の小梨小学校へ統合）
- 千厩町立南小梨小学校（同上）

### 保育園・幼稚園など
- 千厩保育園
- 小梨保育園
- 奥玉保育園
- 磐清水児童館
- 千厩小羊幼稚園（学校法人愛泉学園）
- カトリック清心幼稚園（東北カトリック学園）

### 学校教育以外の施設
- 岩手県立千厩高等技術専門校（職業能力開発促進法に基づく公共職業能力開発施設）

自動車教習所
- せんまや自動車学校

## 交通

### 鉄道

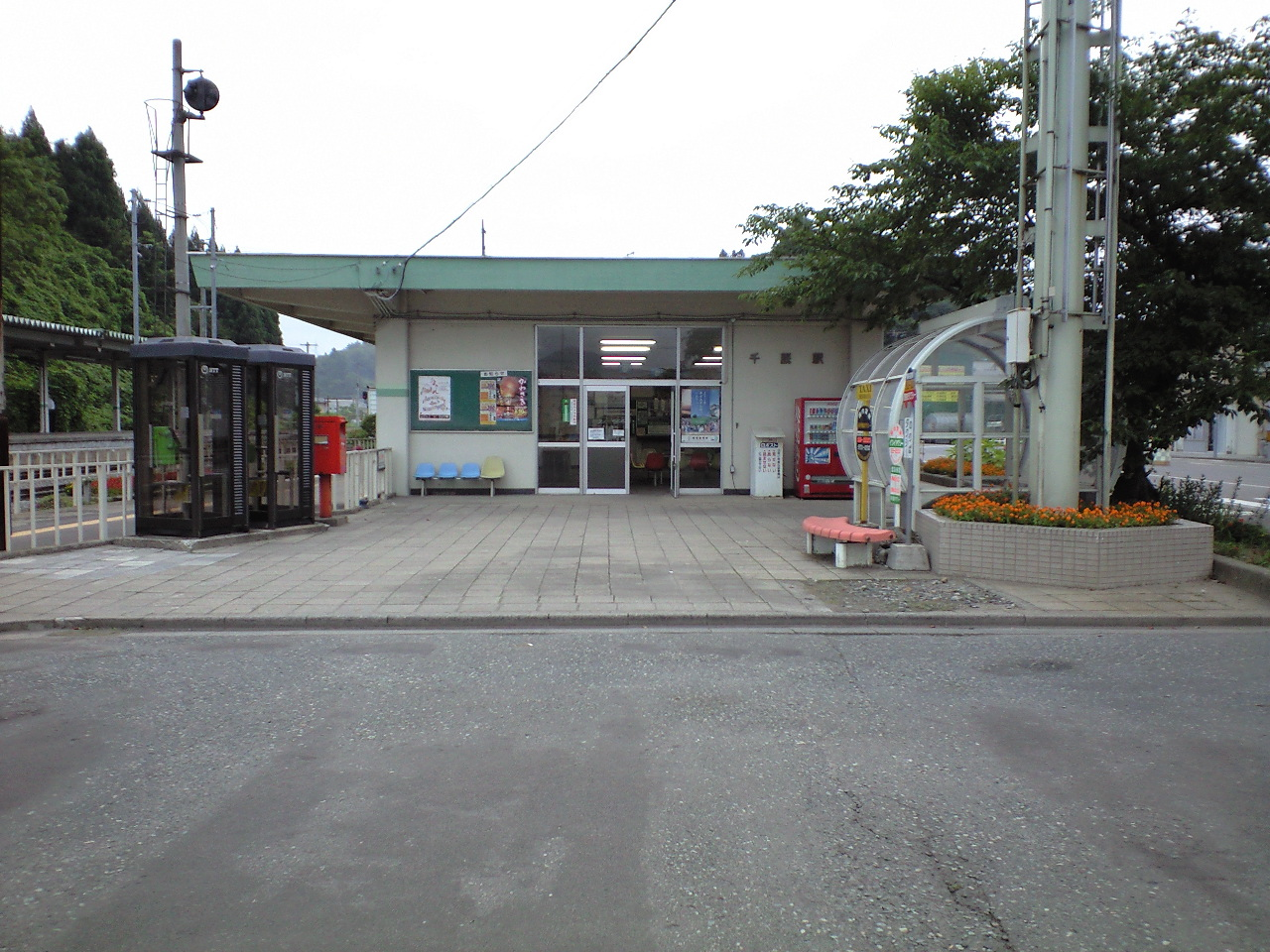
千厩駅（2008年8月撮影）

- 東日本旅客鉄道（JR東日本）
  - 大船渡線：千厩駅 - 小梨駅

### 路線バス
- 岩手県交通一関営業所千厩バスターミナル（旧：千厩営業所）

#### 千厩町営バス

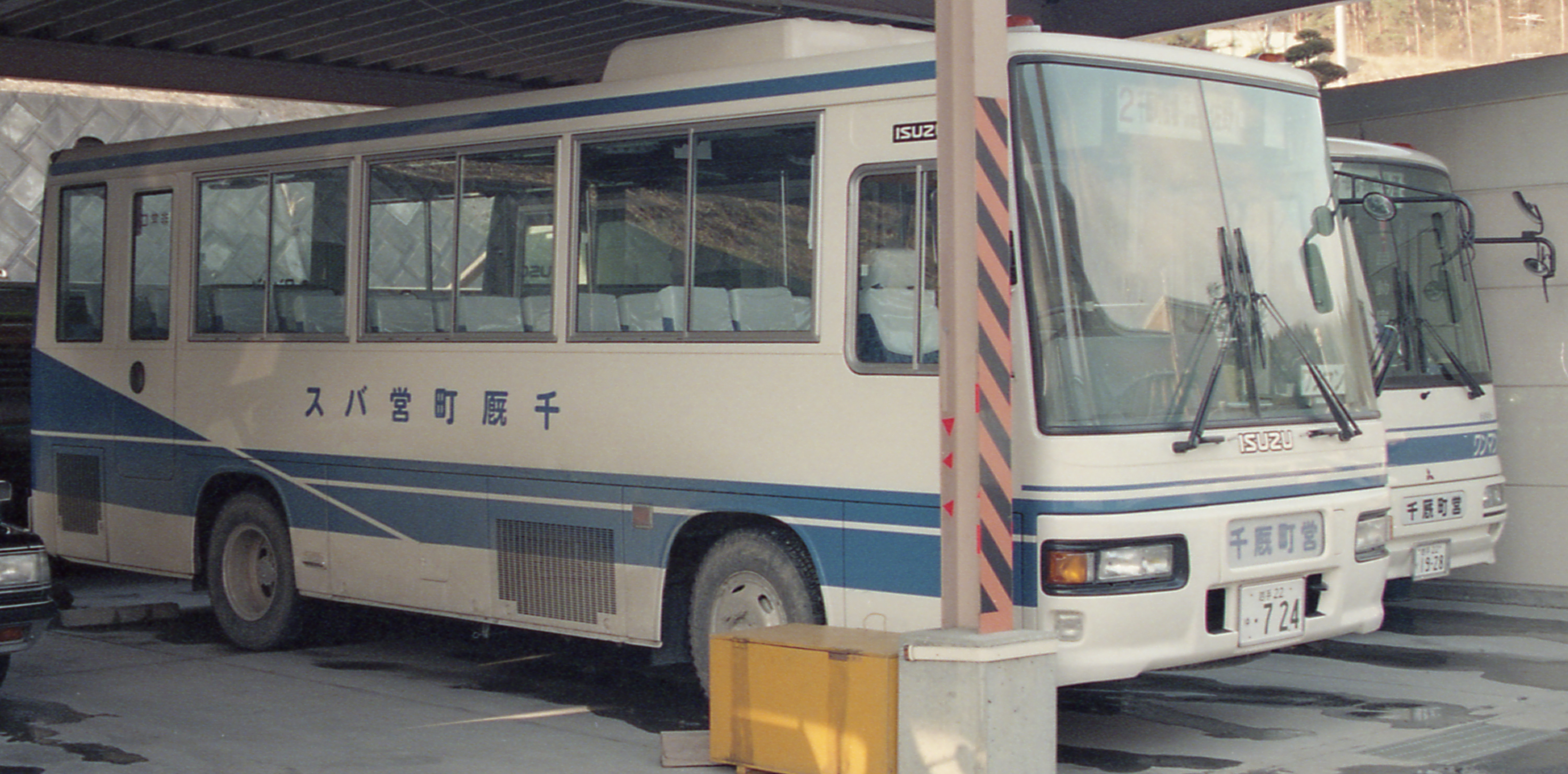
町営バスの車両（1997年2月撮影）

いずれも岩手県交通によって運行されていた路線の廃止に伴い、運行開始した。
- 北小梨線（旧：矢越線）
- 南小梨線
- 奥玉線
- 磐清水線

大東町営バス
町域の一部が路線に含まれる。

### タクシー
町内に営業所を構えるタクシー事業者
- 千厩タクシー
- 磐井タクシー
- 西宗タクシー

### 道路
国道・県道・町道をあわせた総延長は467.702キロメートルにおよぶ（2004年4月時点）。
一般国道
- 国道284号
- 国道456号

県道
主要地方道
- 岩手県道10号江刺室根線

一般県道
- 岩手県道267号松川千厩線

町道
町内に敷かれた道路のうち、約93パーセントにあたる438.807キロメートルが町道にあたる。2004年4月時点で、1級町道は17路線、2級町道は39路線、その他に区分される町道は916路線ある。

## マスメディア
新聞社
- 岩手日日新聞千厩支局
- 岩手日報千厩支局

放送局
- 千厩有線放送（運営：JAいわい東）

### かつて所在していたマスメディア
新聞社
- 河北新報千厩通信局
- 東山新報社 - 『東山新報』の発行社[21]。東山新報は1950年11月に創刊した旬刊紙で、毎月8日、18日、28日に発行した[21]。1983年1月1日の第109号をもって廃刊した[22]。

## 名所・旧跡・観光スポット・祭事・催事

### 国指定文化財
- 国の登録有形文化財「一関市千厩酒のくら交流施設」（旧横屋酒造・佐藤家住宅）
- せんまや街角資料館（旧専売局千厩葉煙草専売所）

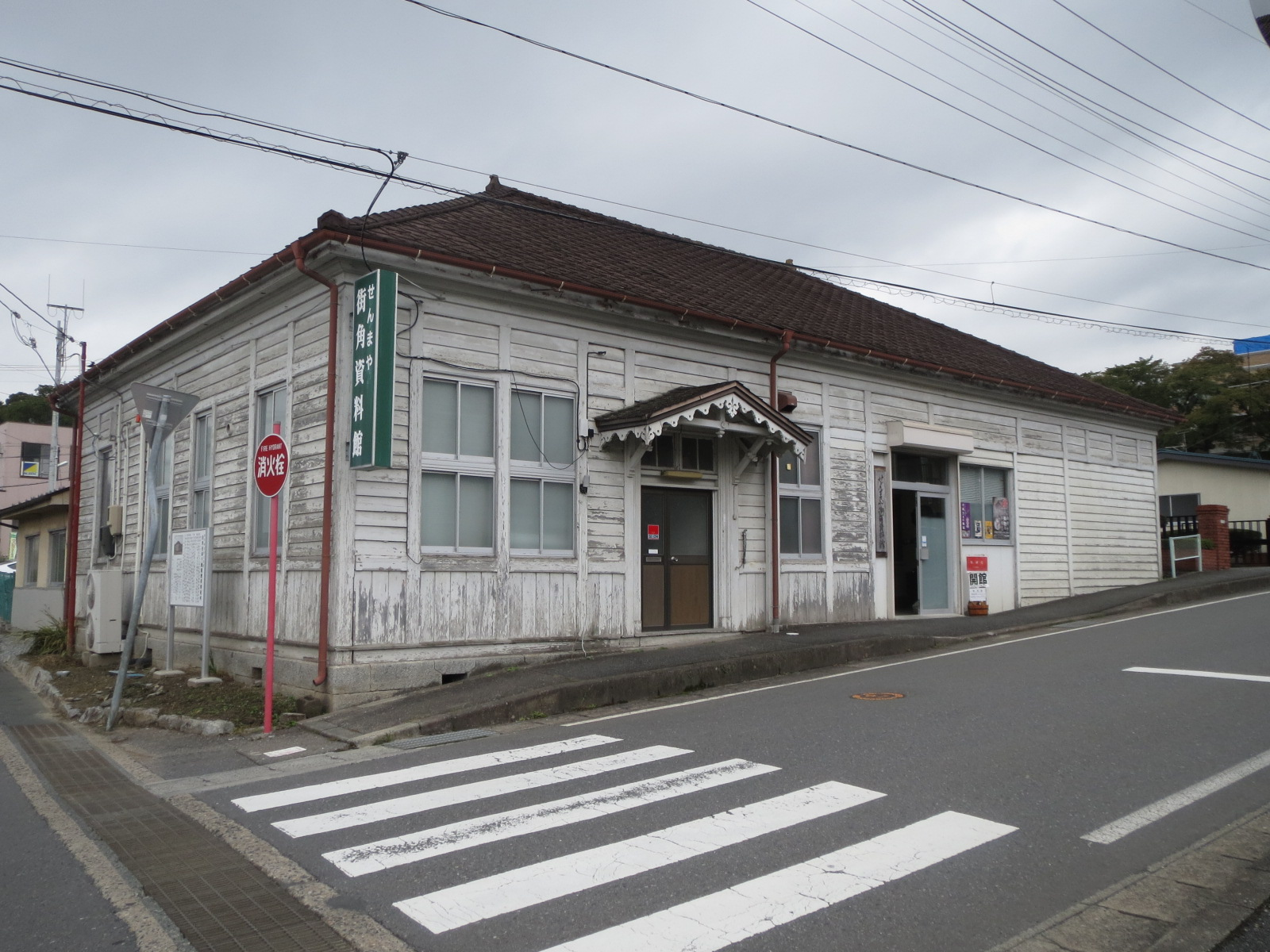
せんまや街角資料館（2018年9月撮影）

### 岩手県指定文化財
建造物
- 村上家住宅 - 東磐井郡初の有形文化財。江戸時代末期以前に建造された全4棟は保存状態が良好である[23]。
- 八幡神社本殿

彫刻
- 銅造菩薩立像
- 木造薬師如来立像（大光寺）
- 木造不動明王立像 不動三尊 弘法大師坐像（吉川寺）

### 観光地・名所など
- 迦陵嚬伽の丘
- 夫婦石（めおといわ）
  - 夫婦石観光プラザ おいとこ館
- 岩手三十三観音霊場二十四番札所
- 松沢神社
- 熊谷美術館
- 大夫黒顕彰碑（藤原秀衡が源義経に贈ったといわれる名馬「大夫黒」の顕彰碑）
- たばこ神社
- 畑ノ沢鉱泉たまご湯[注 1]
- 一杯清水 - 黄金山中腹にある湧き水で、金売吉次が立ち寄った際に飲水した伝説がある[25]。

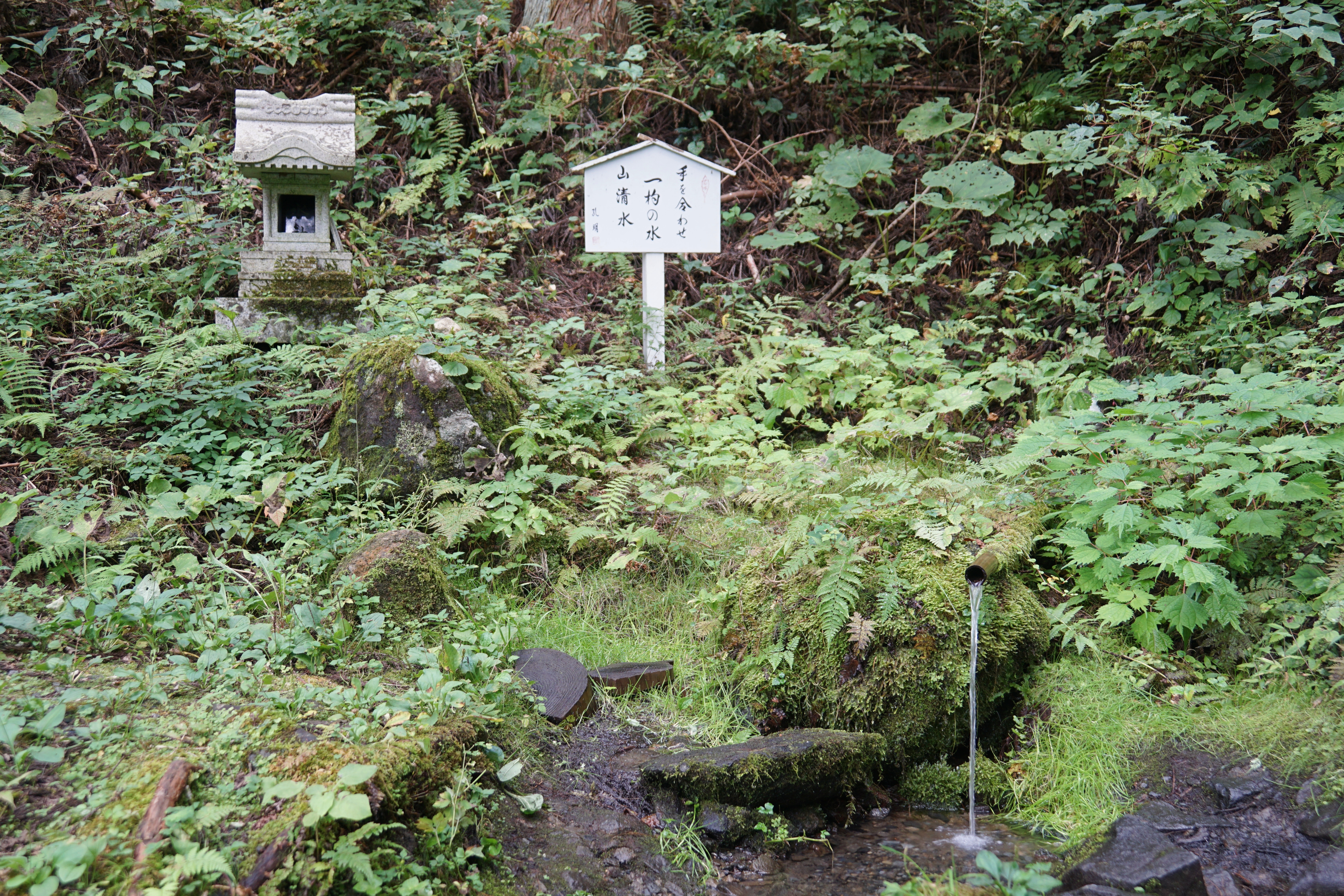
一杯清水（2023年9月撮影）

### イベント
- せんまや夜市

4月から10月までの毎月第2土曜日に開催（8月は14日）。1980年に「愛宕地区の夜市」として始まり、1982年に現在の祭りの形となった。
- 千厩夏まつり

毎年7月下旬に開催され、2002年に第30回を迎えた。
- 愛宕神社泣き相撲大会

## 出身有名人
- 加藤寛 -  経済学者
- 加藤誠 - プロレスラー、俳優
- 熊谷伊助 - 実業家（横浜開港後、市街整備請負事業で成功）[26][27]
- 熊谷登久平 - 洋画家、歌人
- 白石公子 - 詩人・エッセイスト
- 千厩ともゑ - 旅行作家・編集者・僧侶[28][29]
- 高田山惠助 - 大相撲力士
- 千葉七郎 - 政治家、日本社会党衆議院議員
- 藤野遥香 - ソフトボール選手[30]
- 藤原麻起子 - ソフトボール選手[30]

## 千厩にゆかりのある有名人
- 小山実稚恵 - ピアニスト[4]
- 楢崎教子 - 柔道選手[31]。生後約3年間、大和市に移住するまで居住[32]。
- 波多野精一 - 哲学者[33]